# ثلاث عشري الأضلاع
| ثلاثي عشري منتظم    | ثلاثي عشري منتظم                            |
| ------------------- | ------------------------------------------- |
| ثلاثي عشري منتظم    |                                             |
| أضلاع ورؤوس         | 13                                          |
| رمز شليفلي          | {13}                                        |
| مخطط كوكستير-دينكين |                                             |
| مجموعة التناظر      | تناظر ثنائي السطوح (D13)                    |
| زاوية داخلية (درجة) | {\displaystyle \approx 152.308}°            |
| خصائص               | محدب، مضلع دائري، منتظم، رأسي، متعدي الحافة |

في الهندسة الرياضية، الثلاث عشري هو مضلع له ثلاثة عشرة ضلعًا.

## ثلاثي عشري منتظم
- قياس الزاوية الداخلية في الثلاثي عشري المنتظم يساوي 152.308°.
- تعطى مساحة الثلاثي عشري المنتظم ذو طول الضلع a بالعلاقة:

{\displaystyle A={\frac {13}{4}}a^{2}\cot {\frac {\pi }{13}}\simeq 13.1858\,a^{2}.}
- الثلاث عشري المنتظم هو مضلع غير قابل للإنشاء باستخدام إنشاءات الفرجار والمسطرة.